# SIS760GX
SIS760GX —  чипсет для материнской платы, выпущенный фирмой SIS в 2005 году. Предназначен для Socket 754.  Поддерживал процессоры серии Athlon 64 и Sempron, ОЗУ DDR PC-3200, с порогом в 2 Гб. Использовал одноканальный контролер памяти, встроенный в процессор. Чипсет SIS960GX был двухчиповым. Северным мостом являлся SIS760GX, а южным мостом — SIS964 или SIS966. Для соединения северного и южного моста в SiS760GX используется фирменная 16-битная двунаправленная шина MuTIOL 1G, уже достаточно давно и успешно применяемая в продуктах SiS. Чипсет SIS760GX по функциональности полностью идентичен SIS755, но имеет встроенную графику SIS Mirage 2.

## Северный мост
Северный мост (SiS760GX) поддерживает шину HyperTransport с пропускной способностью 1,6 Гб в секунду, для связи с процессором. То есть, в обе стороны эта шина имеет ширину 16 бит и частоту 800 МГц. Также SiS760GX поддерживает необходимый для северного моста контроллер AGP 8x, архитектуру HyperStreaming, ACR (Advanced Communications Riser), интегрированный LAN. Также в северном мосте (SIS760GX) присутствует встроенная графика SIS Mirage 2.
Основной особенностью архитектуры HyperStreaming является интеллектуальное управление потоками с продвинутыми алгоритмами арбитража конфликтных ситуаций.

## Южный мост (SIS964)
Южный мост (SiS964) поддерживает два канала ATA-133 и два порта Serial ATA-150. Жесткие диски, подключаемые по шине Serial ATA, SiS964 может объединять в RAID массивы уровней 0 или 1, а также конкатенировать их, применяя режим JBOD. Поддерживается восемь портов USB 2.0/1.1, шину PCI, 10/100 Мбит LAN и прочее. Отсутствует поддержка IEEE1394, ранее в чипсетах от SIS она была.

## Южный мост (SIS966)
Южный мост (SiS966) поддерживает два канала ATA-133 и два порта Serial ATA-150. Жесткие диски, подключаемые по шине Serial ATA, SiS964 может объединять в RAID массивы уровней 0 или 1, 0+1, а также конкатенировать их, применяя режим JBOD. Поддерживается десять портов USB 2.0/1.1, шину PCI, 10/100/1000 Мбит LAN MAC, 7.1-канальный AC97 2.3 звук, 4 разъёма PCI Express X1 и прочее. Отсутствует поддержка IEEE1394, ранее в чипсетах от SIS она была.

## Поддерживаемые процессоры
Athlon 64 (2800+ — 3400+)
Sempron (2500+ — 3400+)

## Встроенная графика (SIS Mirage 2)
SIS Mirage 2 — встроенная графика в чипсет, поддерживающая DirectX 8.1 и Pixel Shader 1.3. Имеющая четыре Pixel shader и один Vertexshader. Частота ядра при минимальной нагрузке составляет 1 МГц, а частота в режиме Boost составляет 200 МГц. Производительность SIS Mirage 2 очень низкая на 2020 год, но на год выхода была не плохой.